# Émilie Schneider
Émilie Schneider (* 6. September 1820 als Juliana (Julie) Schneider in Haaren bei Waldfeucht; † 21. März 1859 in Düsseldorf) war eine in der Armenfürsorge und in der Krankenpflege tätige deutsche Nonne der Töchter vom heiligen Kreuz. In der römisch-katholischen Kirche gilt sie als Mystikerin. Nachdem Karl Joseph Kardinal Schulte, der damalige Erzbischof von Köln, im Jahr 1926 das Verfahren ihrer Seligsprechung eingeleitet hatte, erkannte ihr Papst Benedikt XVI. am 6. Juli 2007 den Ehrentitel ehrwürdige Dienerin Gottes zu.

## Leben

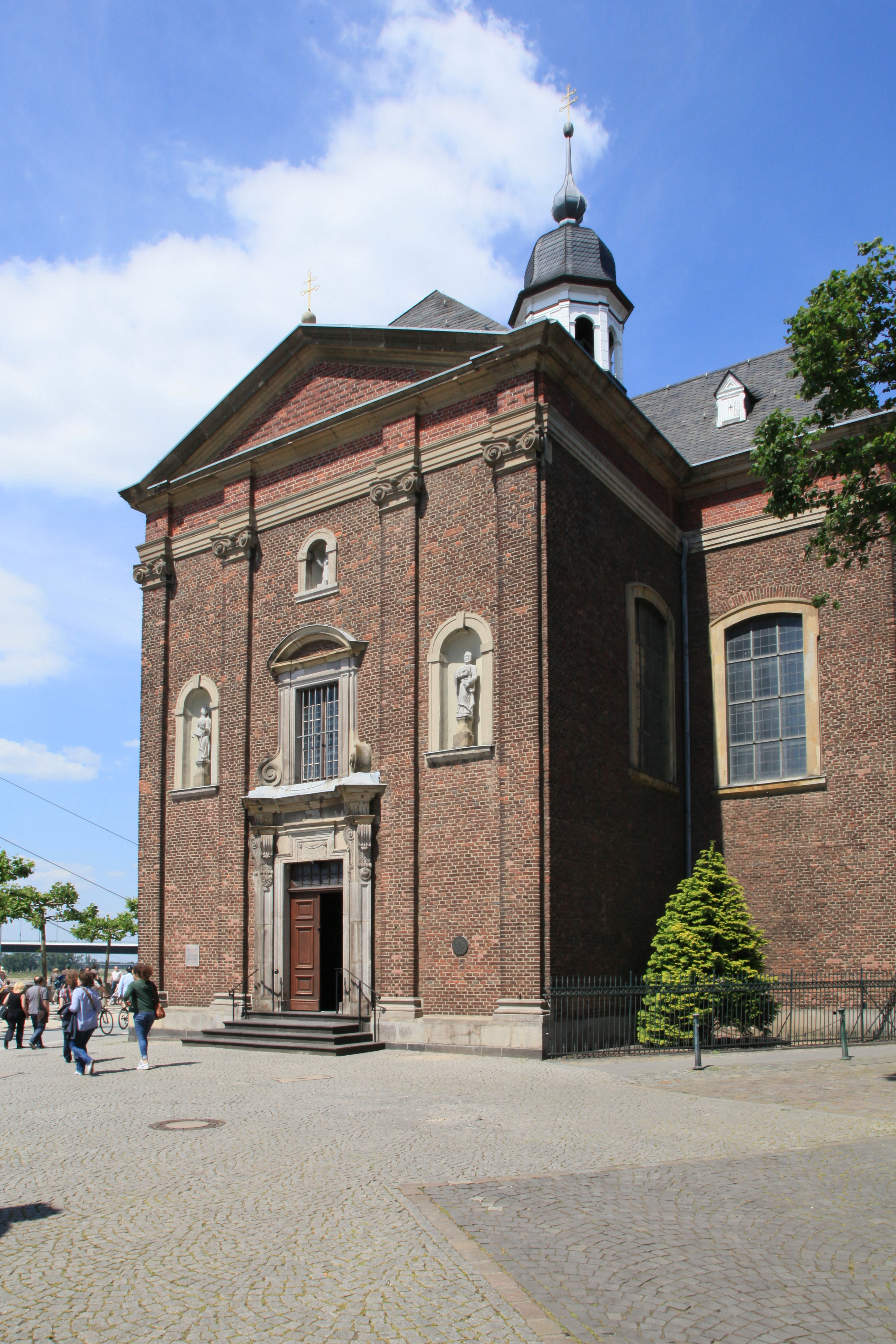
Emilie-Schneider-Platz und Josephskapelle in Düsseldorf

Schneider kam als viertes von zehn Kindern des evangelischen Grenzbeamten August Friedrich Schneider und seiner katholischen Ehefrau Elisabeth, geborene Münch, in bescheidenen Familienverhältnissen auf die Welt. Sie wurde katholisch getauft und erhielt eine gute Schulbildung. Danach arbeitete sie als Erzieherin im Hause des Barons de Favereau de Fraipont in Lüttich. Nachdem sie seit 1844 mit dem Gedanken gerungen hatte, Nonne der 1833 gegründeten Ordensgemeinschaft der Töchter vom heiligen Kreuz zu werden, trat sie am 15. Dezember 1845 gegen den Willen ihrer Eltern endgültig in den Lütticher Konvent dieses Ordens ein und nahm den Namen Émilie an. Sie entschied sich damit für ein Leben für die Bedürftigen in den Elendsvierteln der Stadt. Im Februar 1847 legte sie ihre ersten Gelübde ab. Als sie sieben Jahre in dem Kloster gelebt hatte, wurde sie 1851 nach Haus Aspel bei Rees geschickt, um in dem 1850 dort gegründeten Kloster, dem ersten Haus ihres Ordens auf deutschem Boden, als Novizenmeisterin zu fungieren. Doch schon im Juli 1852 wurde sie nach Düsseldorf berufen, um als Oberin das Theresienhospital (Hospital der Celitinnen) in der Altestadt neu zu strukturieren. Da die Cellitinnen sie und ihre Schwestern vom Niederrhein als Konkurrenz und Émilies Führung als Zumutung empfanden, gab es bald Spannungen. 1857 erkrankte sie an Typhus, dann plagten sie schwere Kopfschmerzen. Bis zu ihrem frühen Tod im Jahr 1859 gelang es ihr dennoch, zeitgemäße Krankenversorgung in dem Hospital aufzubauen.
Aus Briefen, die im Jahr 1860 unter dem Titel Geistliche Briefe veröffentlicht wurden, geht ihre mystische Verbundenheit mit Jesus Christus in der Tradition der Teresa von Ávila hervor. In Phasen der Transzendenz will sie Jesu Stimme und ihn als blutende Christusgestalt wahrgenommen haben. Aufgrund sich häufender Visionen galt sie Menschen ihrer Umgebung als Mittlerin zwischen ihnen und Jesus. Auf den norwegischen Maler Carl Halfdan Schilling, der 1854 in Düsseldorf zum katholischen Bekenntnis konvertierte, soll sie einen großen Einfluss ausgeübt haben. Émilies Grabstätte befindet sich in der Josephskapelle Düsseldorf. Die Stadt Düsseldorf ehrte sie durch Benennung des vor der Kapelle liegenden Platzes in Emilie-Schneider-Platz.

## Schrift
- Geistliche Briefe der ehrwürdigen Schwester Emilie, Oberin des Klosters der Töchter vom heil. Kreuz in Düsseldorf, nebst einem kurzen Bericht über ihre Leiden und ihren Tod. Düsseldorf 1860, Neudruck: Wienand Verlag, Köln 1987, ISBN 978-3-431-51952-5.
- Irmgard Wolf: Schwester Emilie Schneider. Ihr Leben, ihr Wirken, ihre Düsseldorfer Zeit. Töchter vom heiligen Kreuz, Rees 1994.